# 圓規座βb
圓規座βb（Beta Circini b 或 Beta Cir b、β Circini b、β Cir b）是一顆圓規座A型主序星圓規座β旁的亚恒星天體，可能是太陽系外行星或棕矮星。該天體的表面溫度約2084.0 K。天文學家根據該天體的母恆星光譜觀測資料推測，該天體的的質量可能是56.0±7.0 MJ。